# Cmentarz ewangelicko-reformowany w Zelowie
Cmentarz ewangelicko-reformowany w Zelowie – miejsce pochówku chrześcijan niekatolików z Zelowa i okolic, głównie zelowskich Czechów. Na cmentarzu znajdują się 453 groby z czego 222 ma inskrypcje w języku polskim, 216 w czeskim, 12 w niemieckim a 1 w angielskim. Częstym motywem na nagrobkach jest kielich co stanowi nawiązanie do ideologii husytów i braci czeskich, których potomkami są zelowscy Czesi. Większość inskrypcji zawiera cytaty biblijne – głównie z czeskiej Biblii kralickiej, ale też z polskiej Biblii gdańskiej.

## Historia
Od 1803 roku do dziś funkcjonowały trzy cmentarze dla społeczności braci czeskich i ewangelików. Pierwszym miejscem pochówku osadników było sąsiedztwo budynku szkoły, na terenie dzisiejszego placu Dąbrowskiego. Ponieważ ziemia ta była jednak zbyt podmokła, przeniesiono cmentarz w 1806 r. na wyżej położone miejsce, czyli teren wokół miejsca przeznaczonego pod budowę kościoła. Z przykościelnej metropolii pozostał do dziś kamienny nagrobek Teofili Karczewskiej, zmarłej w 1844 r.
Epidemia cholery z 1852 r. spowodowała wyznaczenie nowej lokalizacji cmentarza, na skraju osady. Nowy cmentarz poświęcono uroczyście w 1854 r. i funkcjonuje on do dziś. Zespół kartuszy trumiennych zachował się w kościele ewangelicko-reformowanym w Zelowie i jest udostępniony w Muzeum w Zelowie – Ośrodku Dokumentacji Dziejów Braci Czeskich.

## Niektóre znane osoby pochowane na cmentarzu
- prof. dr hab. Józef Jersak (1929–1991) – geograf, geolog, założyciel Polskiej Stacji Antarktycznej im. Henryka Arctowskiego
- Emilian Klemens Nowicki (1781–1876) – ojciec chirurgii polskiej
- George William Hall (1842–1908) – szkocki misjonarz
- Waldemar Krygier (1928–2006) – scenograf, reżyser, artysta, malarz
- ks. Jan Teodor Mozes (1794–1871) – duchowny ewangelicko-reformowany, prowadzący Urząd Stanu Cywilnego w Zelowie, ojciec szkolnictwa i infrastruktury gminy zelowskiej
- ks. Hugo Teodor Sikora (1837–1887) – duchowny ewangelicko-reformowany
- Jan Bogumił Duszek (zm. 1855) – wójt gmin Zelowa i Pożdżenic
- Józef Gąsiorowski (1831–1895) – naczelnik poczty w Zelowie, społecznik